# Tecolotes de los Dos Laredos
Les Tecolotes de los Dos Laredos sont un club mexicain de baseball de la Ligue mexicaine de baseball située à Nuevo Laredo. Les Tecolotes qui comptent cinq titres de champions, évoluent à domicile à l'Estadio Nuevo Laredo, enceinte de 8000 places.

## Histoire

Ancien logo

Déjà en difficultés financières lors de l'intersaison 2010, les clubs des Dorados de Chihuahua et les Tecolotes de Nuevo Laredo ne s'alignent pas en 2011 en Ligue mexicaine de baseball.

## Palmarès
- Champion de la Ligue mexicaine de baseball (5) : 1953, 1954, 1958, 1977, 1989.
- Vice-champion de la Ligue mexicaine de baseball (7) : 1945, 1955, 1959, 1985, 1987, 1992, 1993.